# Turgon
Turgon zvaný Gondolinský či Moudrý je fiktivní postavou vystupující v knihách J. R. R. Tolkiena. Objevuje se především v Tolkienově Silmarillionu či Nedokončených příbězích Númenoru a Středozemě.
Turgon byl synem Fingolfina a patřil tak do přímé elfské linie vládců Noldor. Po smrti otce a staršího bratra Fingona se stal pátým Velekrálem Noldor ve Středozemi. Na počátku prvního věku byl varován Pánem vod Ulmem před rostoucí mocí Morgotha a za jeho pomoci nalezl mezi štíty Crissaegrim tajné údolí Tumladen, ve kterém nechal vybudovat skryté město Gondolin, jež vydrželo ze všech elfských měst a říší v Beleriandu nejdéle. Dcerou Turgona je Idril zvaná Celebrindal, jež si za muže vzala smrtelníka Tuora. Turgon padl při zkáze Gondolinu před koncem prvního věku.

## Život

### Mládí
Turgon byl druhorozeným synem Fingolfina, syna prvního Velekrále Noldor Finwëho. Spolu se starším bratrem Fingonem se narodil v Amanu v šťastných dnech Melkorova zajetí. V mládí se toulal Blaženou říší a tehdy si jej oblíbil i Pán vod Ulmo. Při vzpouře Noldor byl Turgon jedním z Fingolfinova domu, který si přál opustit Aman a vrátit se do Středozemě, nepřidal se však ke zbrklé přísaze Fëanorových synů. Při odchodu Noldor z Blažené říše vedl dychtivý Turgon přední voj otcova zástupu. Účastnil se proto zabíjení rodných v Alqualondë, protože dorazil do probíhající bitvy později a neznal přesné okolnosti roztržky mezi Teleri a Fëanorovým zástupem. Po Fëanorově zradě absolvoval Fingon spolu s otcem a jeho lidem zničující putování přes ledovou úžinu Helcaraxë. Při této cestě zahynula i Turgonova manželka Elenwë.

### V Beleriandu
Po návratu do Středozemě se Turgon zúčastnil bitvy pod hvězdami, v níž Noldor zahnali na ústup vojska Temného pána. Své panství si Turgon se svým lidem zřídil jako první z noldorských knížat. Usadil se v přímořském Nevrastu, kde se Noldor brzy smísili se Sindar a jeho sídlem se stal kamenný Vinyamar na břehu moře.

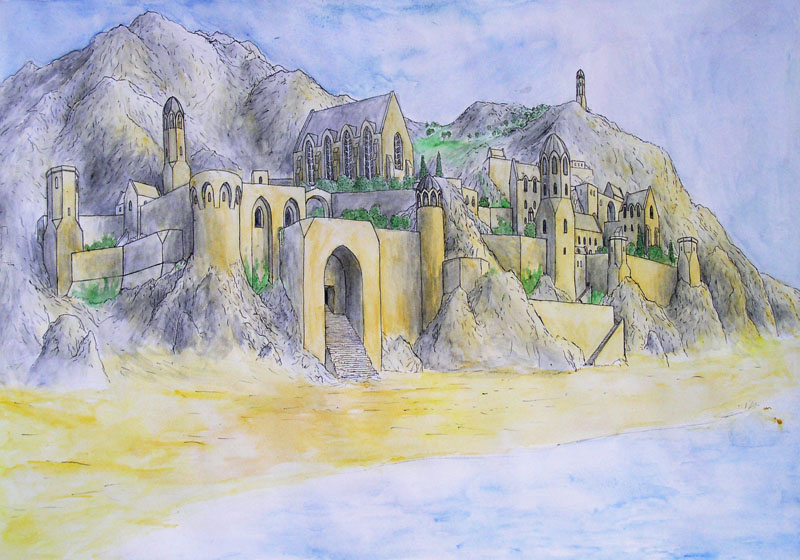
Vinyamar - Turgonovo první sídlo ve Středozemi, nacházející se při pobřeží Nevrastu

Po padesáti letech ve Středozemi byl Turgon spolu s Finrodem ve snu varován Ulmem, aby před narůstající Morgothovou mocí vystavěl skryté sídlo. Turgon nechal za štíty Okružních hor Echoriath tajně vybudovat město Gondolin, kde se poté se svými lidmi ukryl. I s pomocí Manwëho orlů zůstala Turgonova říše až na tři výjimku téměř čtyři sta let skrytá všem cizincům. Turgon město opustil až teprve v čele gondolinského vojska v roce 473 prvního věku, když vyrazil na pomoc svým příbuzným do páté velké bitvy Beleriandu.

### Velekrálem Noldor

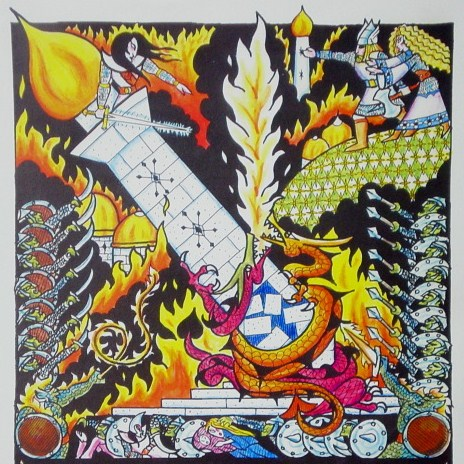
Zkáza Gondolinu a Turgonova smrt

V krvavé Nirnaeth Arnoediad padnul Turgonův starší bratr Fingon a bitva byla brzy ztracena. Turgonovi se podařilo probojovat na jih jen díky statečnosti mužů z Hadorova domu, kteří byli až na Galdorova staršího syna Húrina všichni pobiti při obraně říčky Rivil. Po bitvě se Turgon stal Velekrálem Noldor.
Ukrytý Gondolin přečkal pád Nargothrondu i zkázu Doriathu, avšak jeho konec se přiblížil poté, co král Turgon přijal do svého města smrtelníka Tuora, který přinesl Turgonovi zprávu o blížící se pohromě, čímž ho pověřil samotný Ulmo. Gondolinský král si Tuora oblíbil a ten si brzy vzal za ženu Turgonovu dceru Idril. Na jejich lásku však žárlil syn Turgonovy sestry Aredhel, Maeglin. Ten po narození Tuorova a Idrilina syna vyzradil špehům Temného pána přesnou polohu skrytého města. To bylo záhy napadeno Morgothovým vojskem, které Gondolin zcela vypálilo. V plamenech tehdy zemřel i Velekrál Turgon. Z hořícího města se podařilo zachránit jen hrstce přeživších. Mezi nimi byla i Turgonova dcera Idril s Tuorem a jejich syn Eärendil.